# Íficles

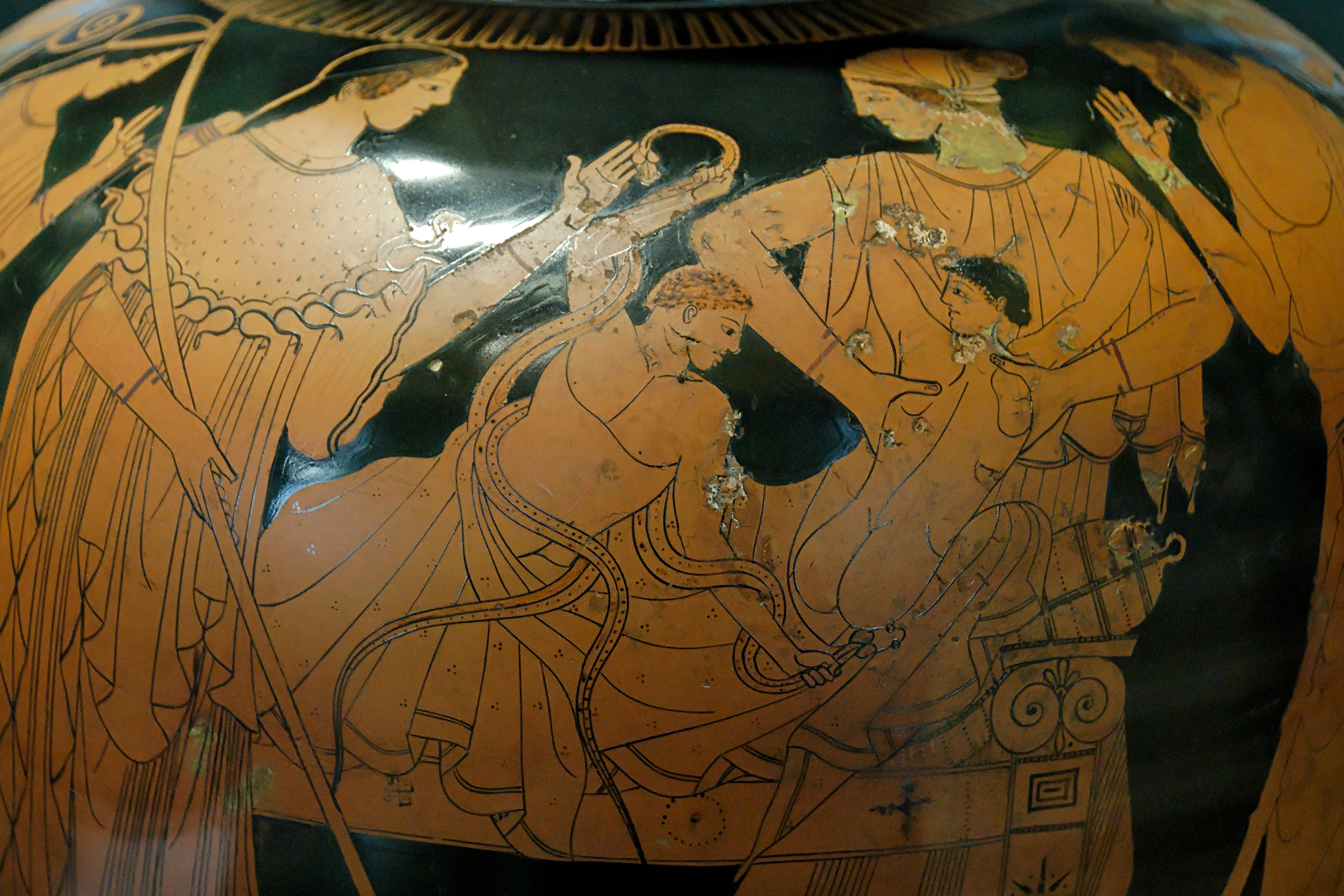
Héracles e Íficles, Museu do Louvre (G 192)

Íficles (ou Íficlos), na mitologia grega, era filho de Anfitrião e Alcmena, meio-irmão gêmeo de Héracles, sendo Héracles o mais velho.
Quando Íficles tinha oito meses de idade (ou dez meses de idade ), Hera enviou duas serpentes ao berço onde os dois irmãos estavam, mas Héracles matou as duas com as próprias mãos enquanto Íficles fugia. Pseudo-Apolodoro apresenta a hipótese de Ferecides de Leros, de que foi Anfitrião que enviou as serpentes, para descobrir qual era seu filho e qual era o filho de Zeus.
Íficles foi o pai de Iolau, e se casou com uma filha mais nova de Creonte quando Héracles se casou com Mégara.
Quando Héracles matou seus três filhos com Mégara, ele também matou dois filhos de Íficles.
Íficles morreu na guerra que Héracles travou contra Hipocoonte, para capturar Esparta.